# Omnipotência
Omnipotência (português europeu) ou onipotência (português brasileiro)  é a qualidade de um ser que tem a capacidade ilimitada de fazer qualquer coisa.

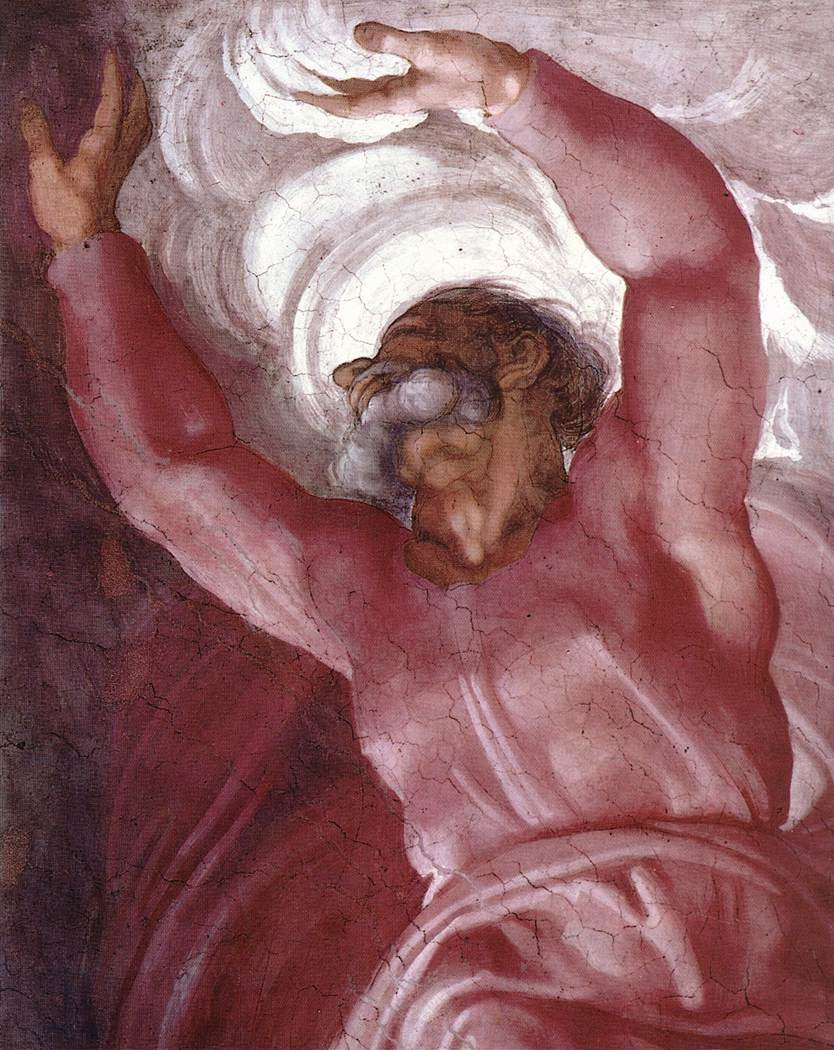
Separação da luz das trevas por Michelângelo

A onipotência é um dos atributos incomunicáveis do ser divino. Diz-se "incomunicável" pois refere-se a um atributo exclusivo, constituinte da natureza mesma de Deus e, portanto, diferente dos chamados "atributos comunicáveis" como por exemplo o amor, sabedoria, santidade, poder, que podem ser compartilhados entre suas criaturas.
Não se pode associar onipotência a fazer o mal, o que cria uma situação relativa entre euteístas e disteístas.

## Na psicologia
Previamente à psicanálise, Freud enxergava a onipotência como algo intrínseco à primeira infância. 'Como Freud e Ferenczi compartilharam, a criança vive em uma espécie de megalomania por um grande período...a " ficção da onipotência". Ao nascer "o bebê é tudo tudo o que ele conhece - "todo poderoso"... cada passo que ele dá em direção a estabilizar seus próprios limites será doloroso pois ele terá que perder esse sentimento de onipotência como se fosse Deus'.
Freud considerou que em um neurótico 'atribui a onipotência a seus pensamentos e sentimentos... é um reconhecimento franco de uma relíquia da antiga megalomania da infância'. Para alguns narcisistas, o 'período primário do narcisismo que subjetivamente acredita não necessitar de nenhum objeto inteiramente independente... talvez reteve ou regrediu progressivamente o... "comportamento onipotente".
D. W. Winnicott teve um olhar mais positivo na crença da onipotência inicial, enxergava como essencial para o bem-estar infantil; e que possuir uma mãe "suficientemente boa" seria essencial para habilitar o 'aprendizado com o imenso choque da perda da onipotência' - oposto a qualquer 'força prematura que o faça sair de seu universo narcisista'.